# Lutica abalonea
Lutica abalonea är en spindelart som beskrevs av Willis J. Gertsch 1961. Lutica abalonea ingår i släktet Lutica och familjen Zodariidae. Inga underarter finns listade i Catalogue of Life.